# Glotov
Glotov je priimek več oseb:
- Vladimir Fjodorovič Glotov, sovjetski general
- Vladimir Stepanovič Glotov, ruski nogometaš